# Залеев, Георгий Евгеньевич
Георгий Евгеньевич Залеев (род. 23 июня 1982, Москва) — российский спортсмен и тренер по грэпплингу, джиу-джитсу и боевому самбо. Многократный призёр чемпионатов России по грэпплингу, чемпион Всемирных Борцовских Игр 2010, призёр этапов Кубка мира по грэпплингу, победитель Мемориала А. А. Харлампиева по боевому самбо.

## Биография
Родился 23 июня 1982 года в Москве. В 11 лет начал заниматься самбо под руководством Валерия Волостных. Окончил юридический факультет РУДН.
В 2005 году продолжил спортивную карьеру, перейдя в грэпплинг и джиу-джитсу. Выиграл ряд российских и международных соревнований.
В 2010 году начал работать тренером, сначала в клубе смешанных единоборств «Альянс», затем — в Zaleev Fight Team.
Среди его воспитанников — призёры чемпионатов России по грэпплингу Махач Гаджимурадов, Нариман Кабардиев, Саидхасан Кадымагамаев, призёры Кубка России Глеб Горкавенко, Магомед Кайсаров, Ислам Бочкаев и другие спортсмены.

## Награды

### Грэпплинг
- Серебряный призёр открытого чемпионата России по грэпплингу и бразильскому джиу-джитсу 2010 (раздел грэпплинг в классе А)
- Серебряный призёр открытого чемпионата России по грэпплингу ADCC 2010 (класс А — профессионалы)
- Серебряный призёр V Борцовских игр в Астане по грэпплингу без кимоно 2010
- Чемпион V Борцовских игр по грэпплингу в кимоно 2010 (Астана, Казахстан)
- Бронзовый призёр чемпионата России по грэпплингу FILA 2011 (разделах GI и NO GI)
- Серебряный призёр России по грэпплингу ADCC 2011 (класс А — профессионалы)
- Чемпион по ММА (66 кг) и двукратный бронзовый призёр 2-го этапа Grand PRIX по грэпплингу FILA 2012 (в разделах GI и NO GI) (Брюссель, Бельгия)[9]
- Бронзовый призёр Кубка РСБИ по грэпплингу FILA 2013[10]
- Бронзовый призёр чемпионата мира по грэпплингу IGF среди ветеранов 2018[11]

### Бразильское джиу-джитсу, дзю-дзюцу
- Черный пояс по бразильскому джиу-джитсу от Leonardo Neves
- Чемпион России по дзю-дзютсу 2009
- Чемпион открытого чемпионата России по грэпплингу и бразильскому джиу-джитсу 2010 (раздел БДД)[12]
- Серебряный призёр турнира по бразильскому джиу-джитсу World Professional Jiu-Jitsu Championship Moscow Trial 2012 в абсолютном весе по синим поясам

### Боевое самбо
- Победитель Мемориала А. А. Харлампиева по боевому самбо 2010